# Horikawaella
Horikawaella là một chi rêu trong họ Jungermanniaceae.